# Christian Schultz (Diplomat)
Christian Friedrich Schultz, teilweise auch Schulz (* 1. Juli 1794 in Celle; † 19. April 1878 in Hannover), war ein deutscher Befreiungskämpfer, Offizier und Diplomat in Diensten des Königreichs Hannover.

## Leben
Christian Schultz war seit der gemeinsamen Zeit in den Feldzügen der Befreiungskriege (1813–1815) dem hannoverschen Forstbeamten und Freikorpsoffizier Johann Christian von Düring freundschaftlich verbunden. Er wurde 1815 zum Leutnant befördert und war Teilnehmer der Schlacht bei Waterloo. Schultz wurde in der hannoverschen Armee 1831 zum Stabsrittmeister befördert und war ab 1840 Schwadronchef bei den Gardehusaren. Nach seiner weiteren Beförderung zum Major (1848) wechselte er 1851 zu den Königin-Husaren. Er wurde 1851 Oberstleutnant und 1855 als Nachfolger des Generalmajors Karl von Bennigsen (1789–1869) Bevollmächtigter des Königreichs Hannover bei der Bundesmilitärkommission in Frankfurt am Main. Als solcher war er Mitglied der hannoverschen Gesandtschaft beim Deutschen Bund. Weitere Beförderungsschritte erfolgten 1857 (Oberst), 1860 (Generalmajor) und 1864 (Generalleutnant). Nach der Annexion Hannovers durch Preußen 1866 und der damit verbundenen Aufhebung der Bundesmilitärkommission wurde er 1867 in den Ruhestand versetzt. Schultz wurde in Rotenburg in einem Doppelgrab mit seinem Kampfgefährten v. Düring bestattet. Das Grab ist im Luhner Holz auf dem heutigen Gelände der von-Düring-Kaserne erhalten.

## Orden und Ehrenzeichen
- Waterloo-Medaille (Hannover) (1817)
- Kommandeur 1. Klasse des Guelphenordens (1862)
- Ernst-August-Kreuz (1863)